# IC 2063
IC 2063 је спирална галаксија у сазвјежђу Еридан која се налази на листи објеката дубоког неба у Индекс каталогу.
Деклинација објекта је - 15° 39' 40" а ректасцензија 4h 22m 40,2s. Привидна величина (магнитуда) објекта IC 2063 износи 14,2 а фотографска магнитуда 15,0. IC 2063 је још познат и под ознакама MCG -3-12-5, PGC 908152.